# Татаренко Ніна Павлівна
Ні́на Па́влівна Тата́ренко (23 жовтня 1900, місто Богучар Воронезької губернії, тепер Воронезької області, Російська Федерація — 25 лютого 1986, місто Харків) — українська радянська діячка, психіатр, завідувач кафедри психіатрії Чернівецького та Харківського державних медичних інститутів, доктор медичних наук (1947), професор (1948), заслужений діяч науки Української РСР (з 1963). Депутат Верховної Ради УРСР 3-го скликання.

## Біографія
Народилася 10(23) жовтня 1900 (за даними УРЕ — 10(23) вересня 1901) року в родині вчителів-службовців. У 1900—1917 роках навчалася у Валуйській жіночій гімназії, яку закінчила із золотою медаллю.
У 1917 році поступила до Жіночого медичного інституту Харківської медичної спілки. Навчання в інституті було перервано подіями громадянської війни. Деякий час Ніна Татаренко працювала сестрою милосердя в шпиталях. У 1921 році її навчання відновилось вже у Харківському медичному інституті. Закінчила лікувальний факультет Харківського медичного інституту в 1924 році.
У 1924—1925 роках — лікар-стажист-психіатр в Чорноморській лікарні міста Новоросійська та психоневрологічній лікарні № 4 імені Свердлова (Сабурова дача) міста Харкова.
У 1925—1928 роках — аспірант кафедри психіатрії Харківського медичного інституту.
У 1932—1935 роках — старший асистент Української психоневрологічної академії у місті Харкові. У 1936 році рішенням ВАК при Раді Міністрів СРСР була затверджена у вченому ступені кандидата медичних наук без захисту дисертації за сукупністю наукових праць.
У 1935—1941 роках — старший науковий співробітник Українського психоневрологічного науково-дослідного інституту міста Харкова, при цьому одночасно була завідувачем психіатричної клініки і консультантом наукової частини цього інституту. Одночасно, у 1935—1936 роках — виконувач обов'язків завідувача кафедри психіатрії Полтавського медичного інституту. У 1938—1939 роках — науковий керівник Ігренської психіатричної лікарні. У 1941 році — виконувач обов'язків завідувача кафедри психіатрії Полтавського медичного інституту.
У 1941—1943 роках — в евакуації у місті Кизил-Орда Казахської РСР, де очолювала військово-експертне відділення Республіканської психіатричної лікарні Казахської РСР та одночасно була консультантом військового госпіталю.
У 1943—1945 роках очолювала психіатричну клініку Українського науково-дослідного психоневрологічного інституту в місті Харкові.
У 1945—1951 роках — завідувач кафедри психіатрії Чернівецького державного медичного інституту. У 1947 році захистила докторську дисертацію, а у 1948 році затверджена у вченому званні професора медичних наук.
У 1951—1954 роках — завідувач кафедри психіатрії Харківського державного медичного інституту і за сумісництвом працювала на посаді заступника директора з наукової частини Українського науково-дослідного психоневрологічного інституту. У 1954 році була направлена у відрядження на 6 місяців радником з питань фізіології вищої нервової діяльності в галузі психіатрії в Академію наук Угорської Народної Республіки. Повернувшись з Угорщини, Ніна Татаренко й далі працювала на кафедрі психіатрії Харківського державного медичного інституту, якою керувала протягом 19 років.
Одночасно, у 1951—1978 роках — співробітник Харківського науково-дослідного інституту неврології та психіатрії.
Автор 139 наукових робіт, в тому числі монографій і підручників. У 1971 році під її редакцією та при її безпосередній участі був виданий перший підручник українською мовою «Психіатрія». Особливе значення мають наукові роботи, присвячені питанням лікування психозів і організації психоневрологічної допомоги. Ці роботи стосуються лікування шизофренії та пресенільних психозів тривалим сном; в них поставлено ряд принципових питань, що відносяться до уточнення раціонального патофізіологічного обґрунтування та диференціації цього методу лікування. Ряд робіт складають групу, в якій висвітлені актуальні питання трудової терапії психозів і питання організації трудових профілакторіїв.
Потім — на пенсії у місті Харкові, де й похована.

## Нагороди
- орден Трудового Червоного Прапора
- медалі
- заслужений діяч науки Української РСР (з 1963)